# Chlorocrambe hastata
Chlorocrambe hastata là một loài thực vật có hoa trong họ Cải. Loài này được (S.Watson) Rydb. mô tả khoa học đầu tiên năm 1907.